# Синът на Чъки
„Синът на Чъки“ (на английски: Seed of Chucky) е американски слашър хорър комедия от 2004 г.

## Сюжет
Внимание:  Текстът по-долу разкрива сюжета на произведението (или части от него)!
Детето на Чъки и Тифани – Глен, намира своите родители шест години по-късно и ги връща към живот. Глен е ужасен от тяхната истинска същност на убийци. Чъки и Тифани забременяват актрисата Дженифър Тили, като с помощта на вуду ускоряват нейната бременност. Глен страда от раздвоение на личността, имайки едновременно мъжко и женско съзнание.

## Актьорски състав
- Брад Дуриф – Чарлс Лий Рей / Гласът на Чъки
- Дженифър Тили – себе си/Гласът на Тифани
- Били Бойд – Гласът на Глен/Гленда
- Редман – себе си
- Хана Спийрит – Джоан
- Джон Уотърс – Пит Питърс